# Megasoma punctulatus
Megasoma punctulatus är en skalbaggsart som beskrevs av Cartwright 1952. Megasoma punctulatus ingår i släktet Megasoma och familjen Dynastidae. Inga underarter finns listade i Catalogue of Life.